# Château de Nederhemert
Le château de Nederhemert est un château néerlandais situé dans la province du Gueldre.

## Géographie
Le château est situé sur l'île de Nederhemert, entre la Bergsche Maas et l'Afgedamde Maas, dans le petit village de Nederhemert-Zuid, sur le territoire de la commune de Zaltbommel. C'est un des nombreux châteaux du Bommelerwaard.

## Histoire
Au début, le château est attesté comme donjon avant l'an 1300. Un certain Jan van Hemert est propriétaire en 1310, lorsqu'il prête serment de fidélité aux ducs de Gueldre. Les propriétaires du château étaient également seigneurs de la petite seigneurie de Nederhemert.
Maintes fois, le château a été aménagé et agrandi, pour la dernière fois à la fin du XIXe siècle. En 1957, le château n'était plus qu'une ruine, et ses derniers propriétaires, les Van Wassenaer, l'ont alors vendu à l'état néerlandais, qui l'a confié à Staatsbosbeheer (Office National des Forêts). Depuis 1961, le château est géré par les associations de patrimoine naturel et culturel Geldersch Landschap / Geldersche Kastelen.
Entre 2001 et 2005, le château a été restauré avec l'aide financière de l'état. Actuellement, le château ne se visite pas ; les locaux sont loués à un bureau d'étude.

## Source
- (nl) Cet article est partiellement ou en totalité issu de l’article de Wikipédia en néerlandais intitulé « Kasteel Nederhemert » (voir la liste des auteurs).